# Papiro di Mosca
Il Papiro di Mosca è un testo matematico egizio, risalente al 1850 a.C. circa e di autore ignoto. Il reperto è anche detto Papiro di Goleniščev, in onore dell'egittologo russo Vladimir Goleniščev (1856-1947), che lo acquistò in Egitto nel 1893 e lo portò a Mosca.
Ceduto nel 1912 al governo russo, si trova oggi presso il Museo Puškin delle belle arti di Mosca, con il numero di catalogazione 4576; il papiro consiste di nove frammenti della parte iniziale, andata quasi completamente perduta, e un segmento più lungo. Le dimensioni del papiro sono di 544 centimetri di lunghezza per 8 centimetri di altezza. È scritto in ieratico con inchiostro nero, e si tratta di un palinsesto: è infatti possibile riconoscere tracce del testo precedente.
Fra i venticinque problemi matematici di cui è composto, compaiono il calcolo del volume di un tronco di piramide (problema 14) e quello dell'area di una superficie curvilinea.
Insieme al Papiro di Rhind, è l'unica testimonianza rimasta della matematica egizia.